# Conquista D'Oeste
Conquista D'Oeste là một đô thị thuộc bang Mato Grosso, Brasil. Đô thị này có diện tích 2698,008 km², dân số năm 2007 là 3097 người, mật độ 1,48 người/km².